# Matinera bicolor
La matinera bicolor (Pellorneum bicolor) és un ocell de la família dels pel·lorneids (Pellorneidae).

## Hàbitat i distribució
Viu entre la malesa del bosc, praderies i matolls de la Península Malaia, Sumatra, Bangka i Borneo.